# Капустин, Евгений Александрович
Евгений Александрович Капустин (30 августа 1922, Выкса, Нижегородская область, РСФСР — 23 октября 2011, Мариуполь, Донецкая область, Украина) — советский и украинский учёный, доктор технических наук, профессор кафедры «Теплофизика и теплоэнергетика металлургического производства», научный руководитель проблемной лаборатории Приазовского государственного технического университета. Ректор Ждановского металлургического института (1969—1981). Член Комитета по государственным премиям по науке и технике Совета Министров Украины. Член Государственной экзаменационной комиссии Эль-Таббинского института. Почетный доктор Мишкольцского технического университета.

## Биография
Родился 30 августа 1922 года в г. Выкса Нижегородской области Российской Федерации. После окончания в 1945 г. с отличием Московского института стали работал помощником мастера мартеновского цеха, а в 1946 года поступил в аспирантуру МИСиС. После успешной защиты кандидатской диссертации в 1950 г. направлен в Ждановский металлургический институт. С этого момента педагогическая, научная и общественная деятельность Е. А. Капустина связана со Ждановским металлургическим институтом — ныне Приазовским государственным техническим университетом, — где он прошёл путь от старшего преподавателя до профессора, доктора технических наук, заведующего кафедрой теплофизики и теплоэнергетики металлургических печей.
В этот период особо проявились организаторские способности Евгения Александровича — он работает деканом технологического факультета, проректором по научной работе, а в период 1969-81 гг. — ректором института. В 1967 г. успешно защитил докторскую диссертацию. С 1972 по 1995 гг. являлся бессменным заведующим кафедрой теплофизики и теплоэнергетики металлургического производства.

## Научная деятельность
В 1972 году по инициативе Евгения Капустина Советом Министров УССР была открыта проблемная лаборатория, ставшая основой формирования научной школы, в сфере интересов которой лежит энергетическая теория перемешивания, теоретические основы металлургической технологии, физико-химические и математические модели кислородного конвертера, теплофизические процессы в псевдоожиженном слое электропроводного порошка. 
Под руководством Е. А. Капустина выполнено и защищено 42 кандидатские диссертации. Он является автором свыше 300 научных работ (включая справочник, монографии, учебное пособие) и более 100 изобретений.

## Семья
Сын — Алексей Евгеньевич Капустин (род. 8 июля 1958) — учёный-химик, знаток «Что? Где? Когда?».

## Награды
- орден Трудового Красного Знамени
- Почетный гражданин Мариуполя
- две медали.

## Сочинения
- Исследование тепло- и массообмена в мартеновских печах : диссертация … доктора технических наук : 05.00.00. — Жданов, 1965. — 429 с. : ил.
- Движение газов в мартеновских печах [Текст] / Е. А. Капустин, Г. М. Глинков. — Москва : Металлургиздат, 1963. — 271 с. : черт.; 22 см.
- Качающаяся мартеновская печь. (Конструкция и тепловая работа) / В. В. Лепорский, Е. А. Капустин, Г. М. Глинков, В. А. Маковский. — М.: Металлургиздат, 1961. — 183с.
- Исследование кинетики плавления лома в большегрузных мартеновских печах / В. О. Куликов, В. С. Жерновский, Е. А. Капустин, Ю. С. Паниотов, Ю. П. Беляев, Ю. Н. Яковлев // Физико-хим. основы пр-ва стали: сб. статей. — М., 1968.
- Высокотемпературная очистка дымовыхгазов от оксидов серы / В. Н. Гладкий, Е. А. Капустин, Л. И. Макарова. — Киев: Вища школа, 1992. — 150с.